# Phonologie du maori (îles Cook)
Le maori des îles Cook se compose de 14 phonèmes (19 si l'on tient compte de l'allongement des 5 voyelles).

## Consonnes
Il comporte neuf consonnes : ‹ ng, m, n, p, t, k, r, v › et la glottale (amata) représentée par une apostrophe culbutée ‹ ʻ › dans la graphie recommandée par le Kopapa reo (« Commission à la langue maori »).
S’y ajoutent le ‹ f › dans la variante dialectale du Rakahanga-Manihiki, le ‹ s › dans la variante dialectale de Penrhyn (Reo tongareva) et le ‹ h › dans ces deux variantes. Ces trois sonorités fricatives sourdes remplacent la plupart des glottales sourdes des autres dialectes.
|           | Bilabiale              | Labio-dentale                                               | Alvéolaire                         | Vélaire                | Glottale                                       |
| --------- | ---------------------- | ----------------------------------------------------------- | ---------------------------------- | ---------------------- | ---------------------------------------------- |
| Occlusive | [p] (sourde) · écouter |                                                             | [t] (sourde) · écouter             | [k] (sourde) · écouter | [ʔ] (sourde) · écouter                         |
| Nasale    | [m] (sonore) · écouter |                                                             | [n] (sonore) · écouter             | [ŋ] (sonore) · écouter |                                                |
| Roulée    |                        |                                                             | [r] (sonore) · écouter             |                        |                                                |
| Fricative |                        | [f ] (sourde) · (Manihiki) · écouter [v] (sonore) · écouter | [s] (sourde) · (Penrhyn) · écouter |                        | [h] (sourde) · (Manihiki et Penrhyn) · écouter |

## Voyelles
Les voyelles sont au nombre de cinq : ‹ a, e, i, o, u ›. Chaque voyelle peut-être courte ou allongée. L'allongement est noté là encore dans la graphie recommandée par le macron (mākārōni)  : ‹ ā, ē, ī, ō, ū ›.
|             | Antérieure                                 | Centrale                                 | Postérieure                              |
| ----------- | ------------------------------------------ | ---------------------------------------- | ---------------------------------------- |
| Fermée      | [ i ] (courte) · [iː] (allongée) · écouter |                                          | [u] (courte) · [uː] (allongée) · écouter |
| Semi-fermée | [e] (courte) · [eː] (allongée) · écouter   |                                          | [o] (courte) · [oː] (allongée) · écouter |
| Ouverte     |                                            | [a] (courte) · [aː] (allongée) · écouter |                                          |

## Système d'écriture
En dehors de quelques documents d'ordre didactique (dictionnaires, méthodes de langue), la glottale et le macron ne sont généralement jamais notés dans les écrits de tous les jours, la majorité des locuteurs estimant ces deux graphèmes inutiles. La question fait du reste plus ou moins débat à l'heure actuelle. 
La controverse repose sur deux logiques qui s'opposent. Pour les partisans de la réforme de l'écriture, la notation de ces deux sonorités s'avère indispensable dans l'optique de l'enseignement du maori dans l'archipel. Longtemps négligé au profit de l'anglais, celui-ci a en effet été remis à l'ordre du jour depuis 1965. Or, si pour la plupart des locuteurs natifs, la prononciation pertinente de la glottale et de l'allongement vocalique se fait de manière spontanée, leur notation devenant par là même inutile, il n'en est pas de même pour la majorité des plus jeunes ou des expatriés de la seconde génération dont la langue première est désormais l'anglais. À cela s'ajoute pour les opposants à la réforme, l'idée plus ou moins avouée qu'il s'agirait en quelque sorte d'une trahison voire d'une corruption de la parole biblique. Très attachés aux valeurs chrétiennes, la Bible reste en effet pour les Maori des îles Cook la référence suprême d'autant qu'elle constitue le premier ouvrage écrit dans cette langue de tradition orale. Or les missionnaires qui traduisirent la Bible, ne notèrent ni la glottale ni l'allongement vocalique. Autre "non dit" mais qui joue un rôle important dans cette réticence est le fait que ce nouveau système d'écriture fut importé par des linguistes et administrateurs néo-zélandais. Les gens sont aux îles Cook très attachés à leur indépendance.
Le premier à utiliser ce nouveau système d'écriture fut en effet Stephen Savage dans le cadre de son dictionnaire publié à titre posthume en 1962. Par la suite, d'autres auteurs (Taira Rere, Kauraka Kauraka...) optèrent pour une solution intermédiaire en dupliquant la voyelle pour l'allongement vocalique ("aa"; "ee"…) et en notant la glottale uniquement en cas de risque de malentendu sur la signification d'un mot.